# Zulu Royal
Zulu Royal var et tv-program, der blev sendt på TV 2 Zulu tre gange mellem 2003 og 2006.
Udsendelserne blev produceret i anledning af store royale begivenheder i Det danske kongehus og blev præsenteret af holdet bag Casper & Mandrilaftalen, der kommenterede begivenhederne og lavede diverse sketches undervejs.
Diverse figurer fra Casper & Mandrilaftalen havde mindre roller i udsendelserne, herunder Bjarne Goldbæk og Rulle og Cromwell. Derudover så en række nye figurer dagens lys, såsom Futte Tigris og Bent-bent Banner.
Første udsendelse var i 2003 i anledning af Kronprins Frederik og Kronprinsesse Marys forlovelse. Anden udsendelse var i 2004 i anledning af Kronprins Frederik og Kronprinsesse Marys bryllup. Tredje udsendelse var i 2006 i anledning af Prins Christians dåb. Udsendelsen fra 2004 blev udgivet på en triple-DVD af 540 minutters varighed, og i oktober samme år kaldte Politikens tv-anmelder Henrik Palle DVD'en for "en af årets indtil videre morsomste."
Komikeren Jan Gintberg, der gæsteoptrådte i Casper & Mandrilaftalen, medvirkede i udsendelsen fra 2006.
Denne udsendelse blev kaldt "forrygende" af Ekstra Bladets tv-anmelder Hans Flemming Kragh.